# Sources de Sloven
Les sources de Sloven (en russe : Словенские ключи, Slovenskié kloutchi), moins souvent les sources des Douze Apôtres (en russe : ключи Двенадцати апостолов, klioutchi Dvenadtsati apostolov), et plus récemment les sources d'Izborsk, sont un groupe de sources situé sur la rive gauche du Gorodichtchenskoïe, dans le hameau historique d'Izborsk. Elles ont la particularité d'être vénérées comme sanctuaire orthodoxe.

## Géographie

### Situation
D'un point de vue administratif, le Gorodichtenskoïe est un lac situé dans le raïon de Petchory, un raïon dans l'ouest de l'oblast de Pskov. L'oblast se situe à la frontière avec l'Estonie, et il fait partie du district fédéral du Nord-Ouest, en Russie européenne. Sur la rive sud du lac se trouve le hameau d'Izborsk, une des plus anciennes localités de Russie, mentionnée dès 862.

### Caractéristiques

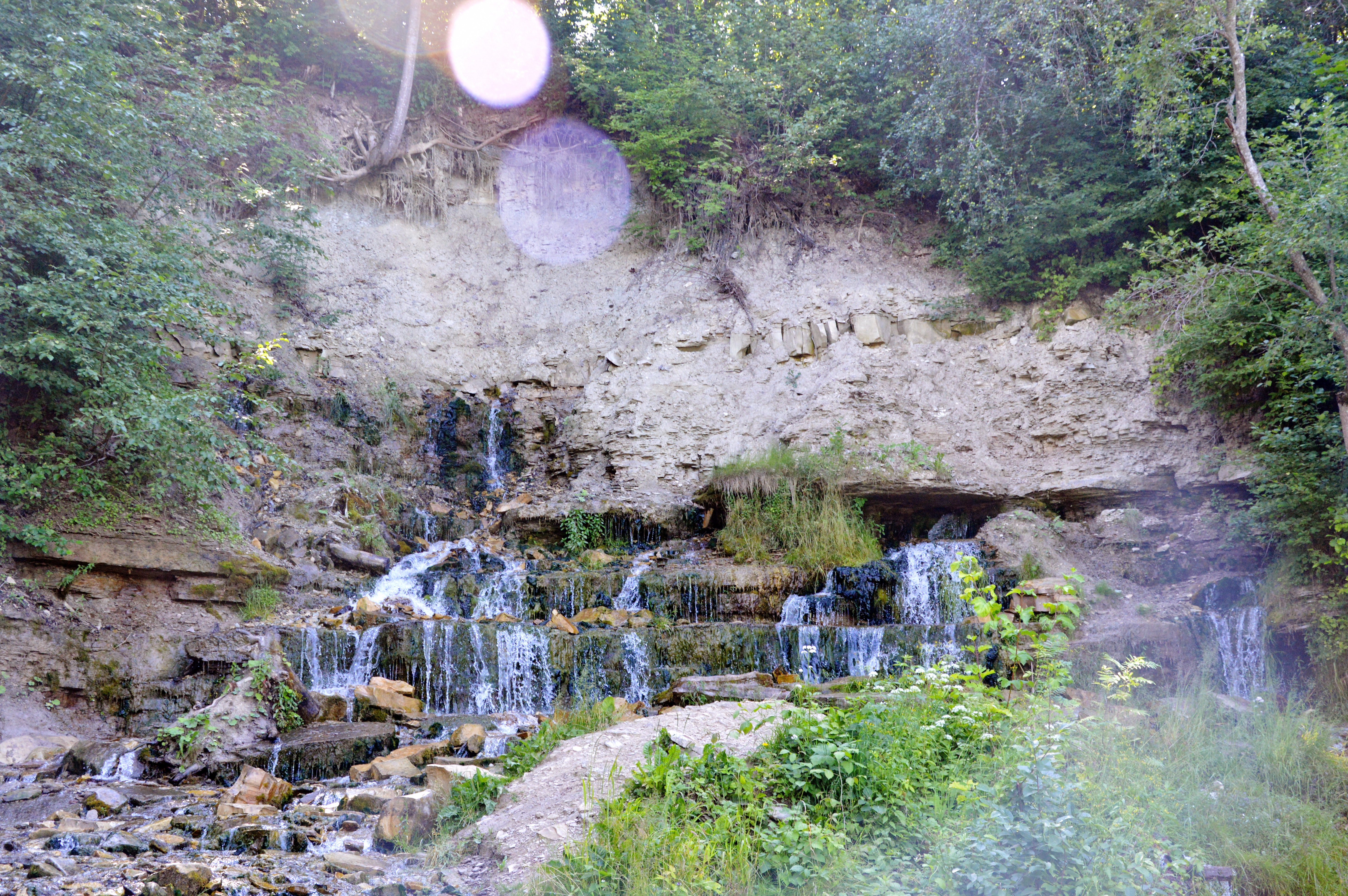
Vue d'ensemble.

Les sources de Sloven sont au nombre de douze (voire jusqu'à 15).  La date de leur apparition n'est pas connue, avec des hypothèses faisant remonter les sources au début du IIe millénaire, à la dernière période glaciaire ou même avant. Ces sources forment une seule rivière, longue d'à peine 10 mètres, qui se jette sur la rive gauche du Gorodichtchenskoïe, un lac de la vallée d'Izborsk-Maly. Selon le moment de l'année, le volume d'eau est plus ou moins important. 
Ce sont des sources de type fissure karstique. En traversant le calcaire, le sable et les couches d'argile, l'eau qui sort est filtrée et purifiée, mais elle contient beaucoup de sels de calcium et de minéraux. La minéralisation de l'eau est assez élevée, allant de 200 à 340 mg/l,. L'eau est très froide, avec une température d'environ +8–8,5 °C toute l'année, ce qui fait qu'elles ne gèlent pas. Le débit est jusqu'à trois litres et demi d'eau chaque seconde, et le débit est le plus important au printemps. 
Elles sont situées au pied du mont Jerarieva, mont où se situe la forteresse d'Izborsk. Le chemin menant aux sources commence à la forteresse, au niveau de la tour Loukovka. Le chemin traverse un bois et est long de quelques centaines de mètres.

## Toponymie, protection et culture locale
D'après la légende, après une autre bataille sanglante avec les Livoniens (ce qui était courant dans ces terres), il y a eu tellement de morts sur le terrain que le sol a été trempé de sang et l'eau des sources est devenue rouge puis s'est asséchée. Les gens prièrent pour que l'eau reviennent, et un jeune homme eu une vision que les sources devaient être nommées en l'honneur des douze apôtres et consacrées. Cet homme était un prince, Sloven, qui a finalement donné son nom aux sources. Il fonda en même temps le village d'Izborsk, qu'il nomma en l'honneur de son fils Izbor,.
Les sources sont mentionnées dès le XVIIe siècle dans le Livre du Grand Dessin (ru), description détaillée de la carte de l'ensemble du territoire de la Russie et des États voisins, où il est écrit : « De Pskov, à trente milles à l'ouest, la ville d'Izborsk se dresse sur les sources slovènes. »

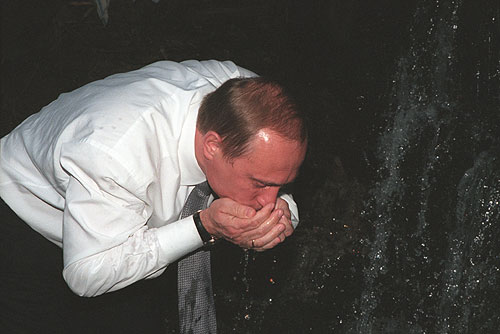
Vladimir Poutine se prêtant à la légende, en buvant l'eau, en 2000.

Les sources étant au nombre de douze, ont été parfois appelées après l'arrivée du christianisme les sources des douze apôtres. Une icône d'un saint local, le Vénérable Sérapion d'Izborsk, a été installé à côté des sources. Chaque vendredi de la Grande Semaine, les sources sont consacrées par l'archevêque de Pskov et Velikié Louki lui-même. L'Église orthodoxe reconnaît en effet ses sources comme saintes. Cette tradition d'y aller faire une procession et de le bénir ne date que des années 1990. Il est par ailleurs demandé de ne pas attacher de rubans ou de messages sur les arbres, l'Église considérant la tradition païenne.
Les lieux ont été peints à de multiples reprises par le peintre russe Nicolas Roerich.
Une légende locale dit que ces sources peuvent donner quelque chose à une personne si on boit l'eau, on y marche pied nu et si on vous asperge le visage d'eau. Chaque source a une qualité, la première responsable de la sagesse, la deuxième de la santé, la troisième de l’amour, la quatrième de la richesse, la cinquième de la patience, le sixième de la force, etc. Des touristes et pèlerins viennent ainsi boire l'eau, et d'autres s'y baignent. 

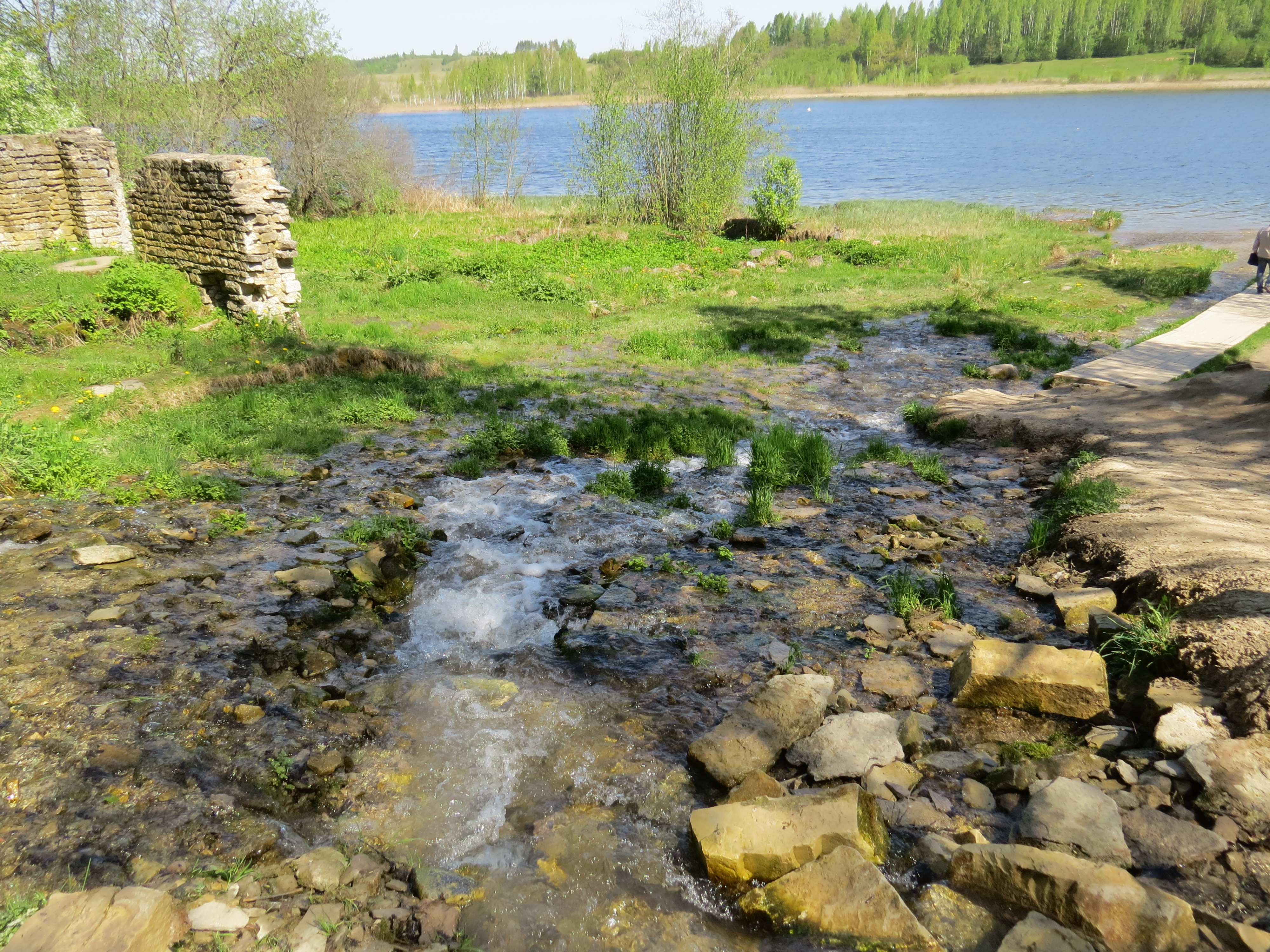
Le Gorodichtchenskoïe, le ruisseau et les ruines du moulin.

Il y avait autrefois un moulin à eau au XIXe siècle, mais il a été détruit pendant la Seconde Guerre mondiale et n'a pas été reconstruit, même si un reste de mur est toujours visible. Au total dans l'histoire, 7 moulins ont existé sur ces lieux.
Une autre légende associée au lieu dit que tant que ces sources couleront, rien n'arrivera à la Russie. Mais à la veille d'un grand désastre, les sources se tariront. Il n'est pas connu si elles se sont taries dans la période antique et médiévale, mais Izborsk a été le théâtre de nombreuses batailles au cours de son histoire. Mais il a été remarqué que les sources étaient à sec à l'été 1941, lorsque Izborsk fut prise par les nazis, et à nouveau en 1944, juste avant la reprise du village par les troupes soviétiques,.
Elle est fait partie de l'aire protégée de la vallée d'Izborsk-Maly depuis le 24 juin 2008, vallée catégorisée comme monument naturel.